# Belsize Park (stanice metra v Londýně)
Belsize Park je stanice londýnského metra v lokalitě Belsize Park v severozápadním Londýně. Leží na větvi Edgware linky Northern line, mezi stanicemi Chalk Farm a Hampstead v přepravní zóně 2. Nachází se na severním konci ulice Haverstock Hill. V červenci 2011 byla zapsána na seznam budov zvláštního architektonického nebo historického významu, stupeň II.
Poblíž stanice se nachází nemocnice Royal Free Hospital.

## Historie
Stanice byla otevřena 22. června 1907 železniční společností Charing Cross, Euston & Hampstead Railway (CCE & HR) jako mezilehlá stanice na její trati ze stanice Charing Cross do stanice Golders Green. Je osazena třemi výtahy, se šachtami na nástupiště hlubokými 33,2 m (108 stop 10 palců). Podle informační tabulky na stanici vede na nástupiště 219 schodů. Stanice byla navržena architektem Lesliem Greenem a má své známé průčelí z krvavě rudé kameniny s pěti kulatými klenutými okny. Takto zůstala do značné míry nedotčená až do konce osmdesátých let, kdy byly vyměněny výtahy a instalován nový odbavovací systém.

## Hlubinný protiletecký kryt

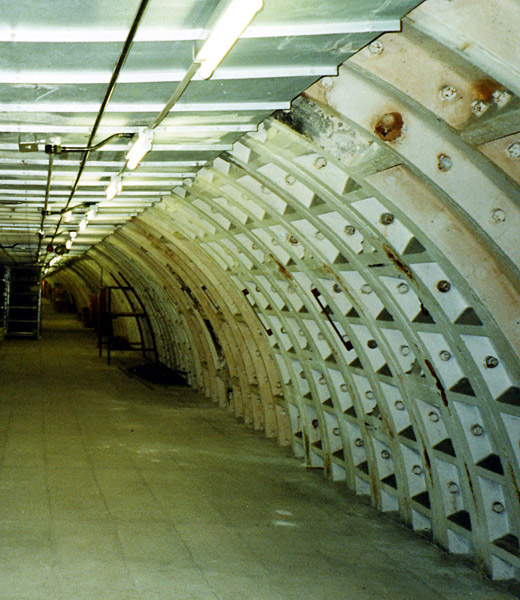
Protiletecký kryt ve stanici Belsize Park

Belsize Park je jednou z osmi stanic londýnského metra, které mají pod sebou hlubinné protiletecké kryty. Kryt byl vybudován během druhé světové války, aby poskytoval bezpečný prostor pro obsluhu. Vstupy do krytu jsou na křižovatce ulic Haverstock Hill a Downside Crescent (jižní vstup) a ve vnitrobloku mezi ulicemi Haverstock Hill a Aspern Grove (severní vstup). Úkryt tvoří dva paralelní tubusy postavené tak, aby mohly být popřípadě využity pro uvažované budoucí expresní metro. Sedm úkrytů stejného typu bylo postaveno na stanicích linky Northern Line, a sice kromě Belsize Park na Camden Town, Goodge Street, Stockwell, Clapham North, Clapham Common a Clapham South. Každý úkryt měl dva vstupy připomínající „krabičku na pilulky“ a ventilační šachty.

## Dopravní návaznost
Stanici obsluhují autobusové linky 168 a C11, a dále noční linka N5.
| Rok  | Počet cestujících |
| ---- | ----------------- |
| 2011 | 5,75 mil.         |
| 2012 | 5,81 mil.         |
| 2013 | 5,84 mil.         |
| 2014 | 5,93 mil.         |
| 2015 | 6,16 mil.         |
| 2016 | 6,48 mil.         |
| 2017 | 6,24 mil.         |

## Galerie

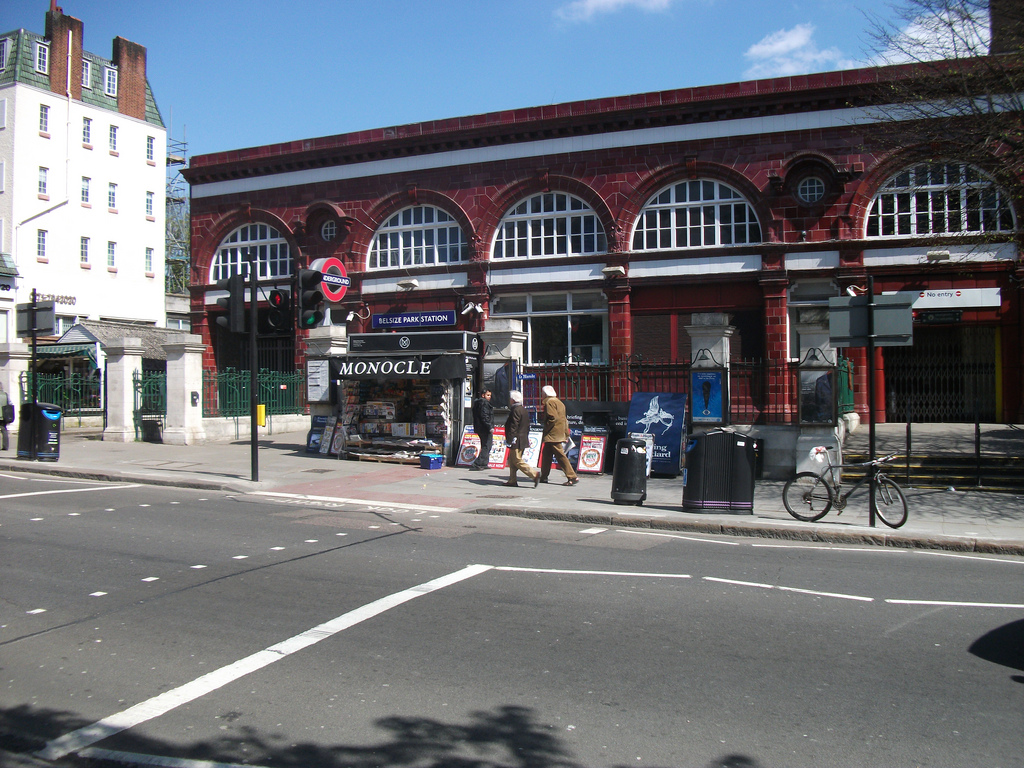
Stanice Belsize Park (současný stav)
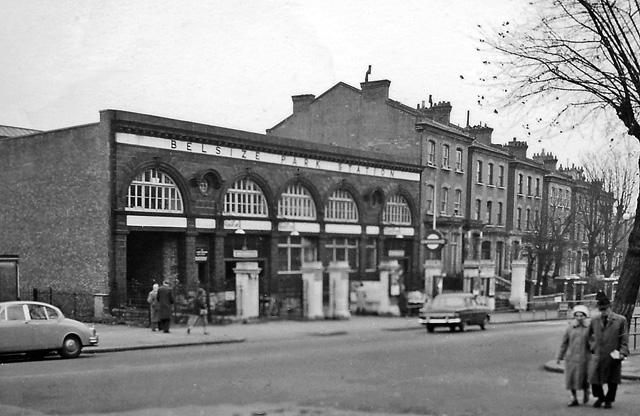
Stanice Belsize Park v roce 1960
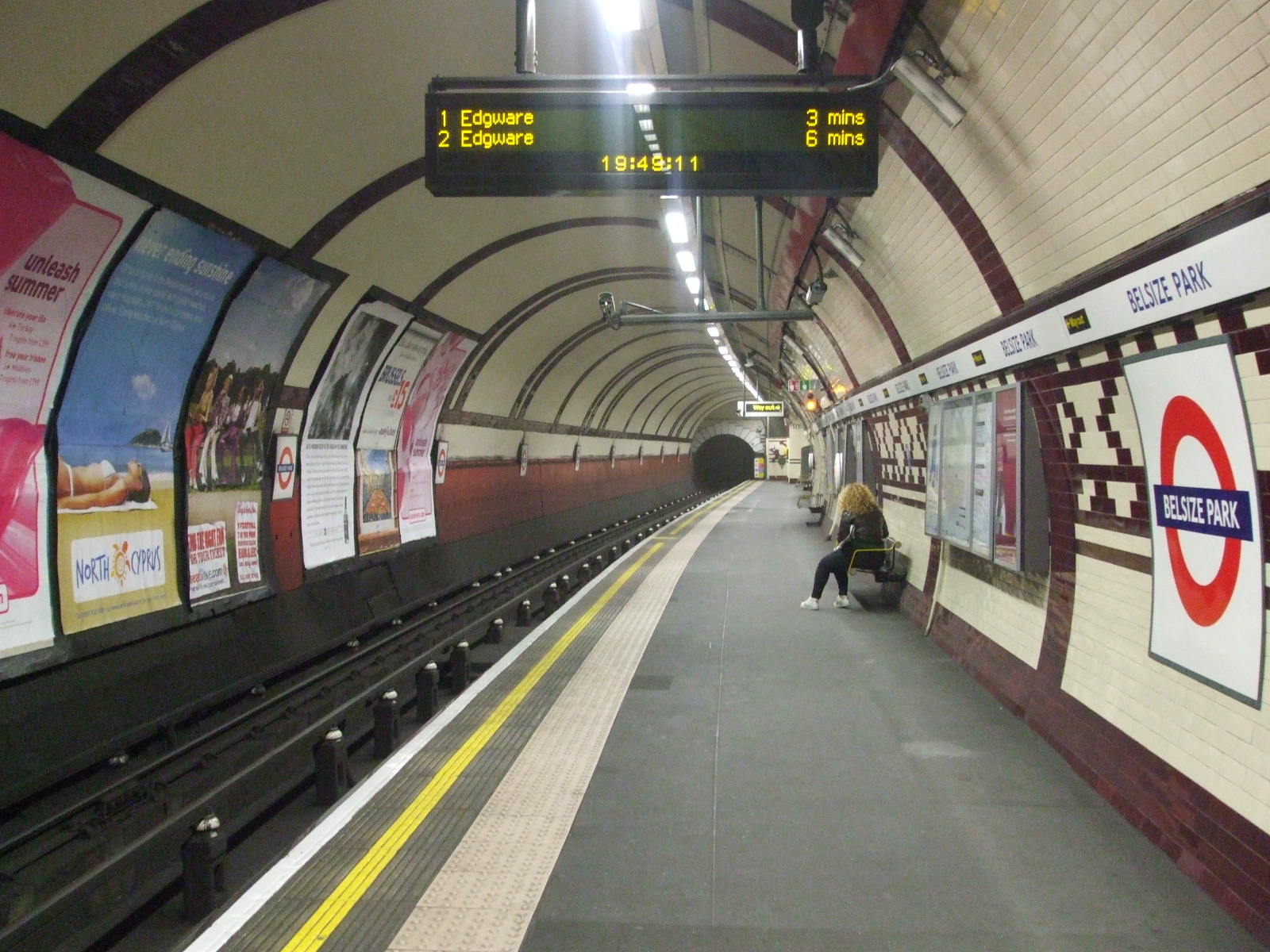
Pohled na nástupiště vlaků směřujících na sever
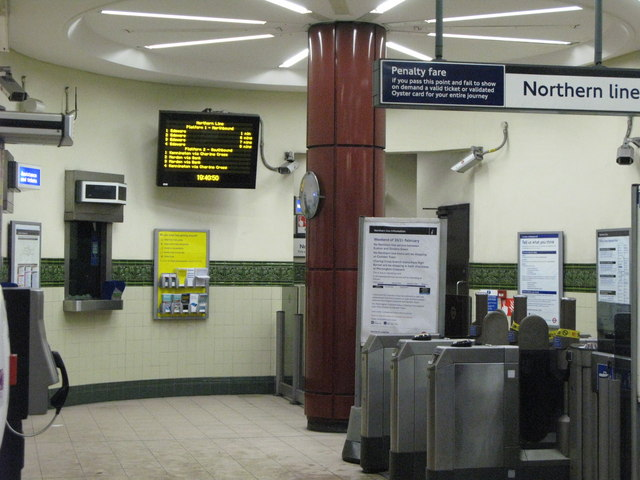
Odbavovací prostor
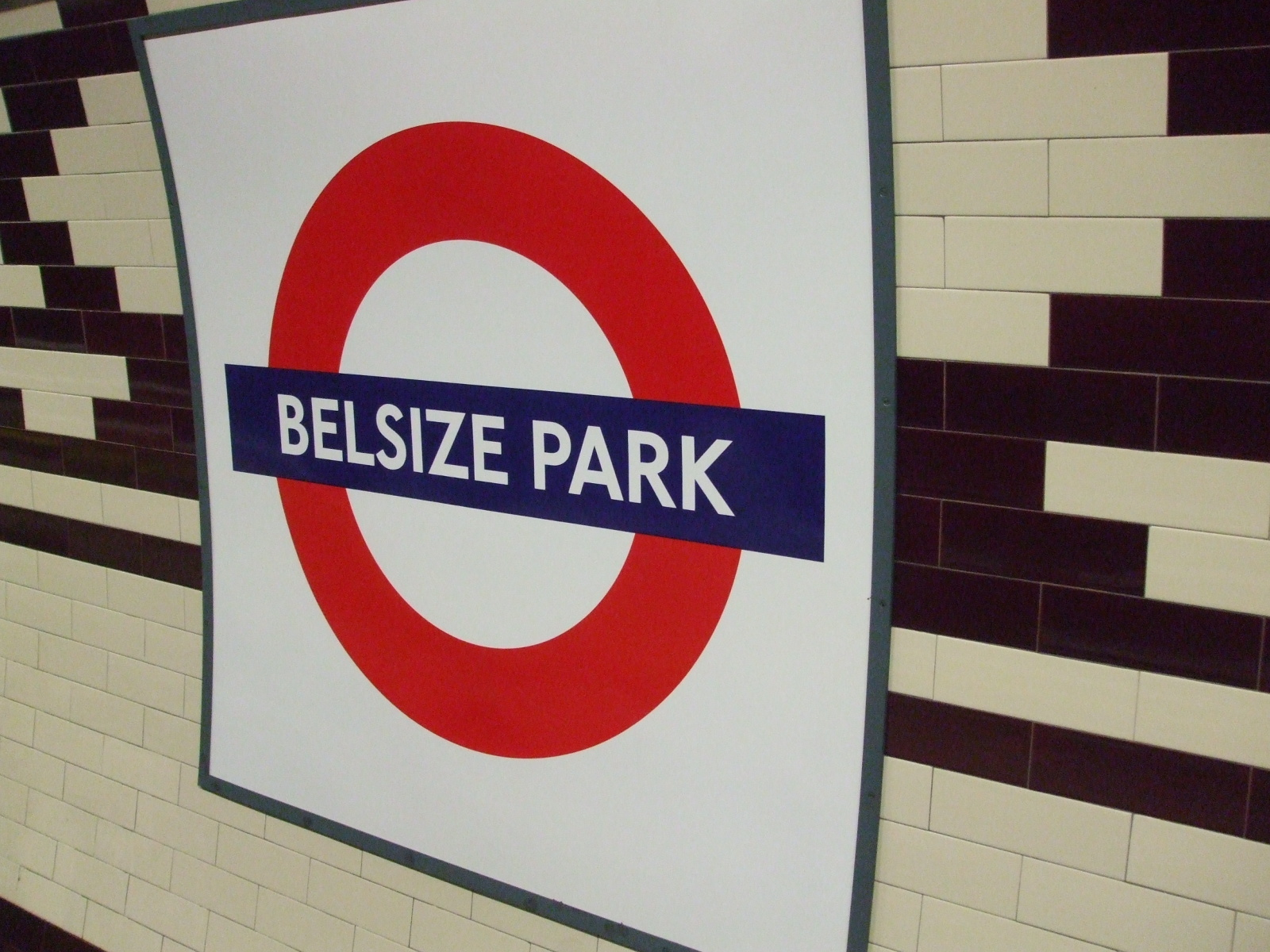
Logo londýnského metra s názvem stanice
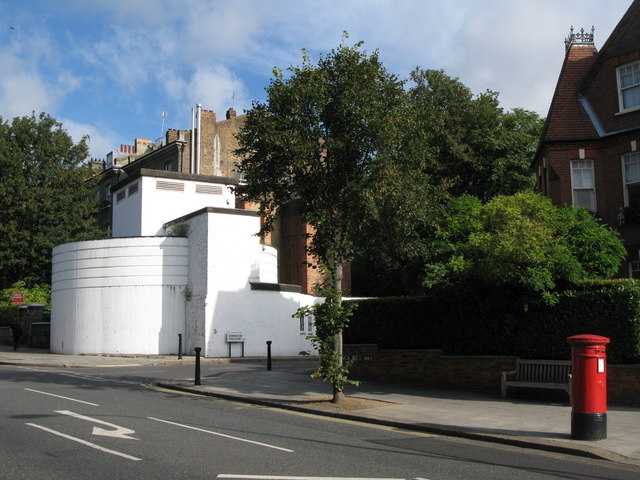
Jižní vstup do protileteckého krytu